# Pietro Perugino
Pietro Perugino (1446. – 1524.) je bio vodeći slikar Umbrijske škole koji je razvio neke kvalitete koje smatramo klasičnim izrazom Visoka renesansa.

## Životopis
Rođen je kao Pietro Vannucci u Città della Pieve (Umbria) kao sin Cristofora Vannuccija; njegov nadimak navodi da potječe iz Perugije, glavnog grada Umbrije. 
Pietro je najprije slikao u Arezzu gdje je naučio perspektivu od Piera della Francesca, a potom u Firenci u ateljeu Verrocchija zajedno s Leonardom. God.1472. završio je svoje naukovanje i postao je članom umjetničkog bratstva sv. Luke. 
Njegova prva djela su freske u samostanu Ingesati koji je razoren tijekom opsade Firence 1537. god. Dobar primjer njegovog ranog stila u temperi je  tondo (okrugla slika) Gospa s Djetetom i svecima koji je danas u Louvreu. Perugino je bio jedan od prvih slikara uljenim bojama. 
Perugino je u Perugi naslikao a Poklonstvo mudraca za crkvu Santa Maria dei Servi (oko 1476.), a potom ga je papa Siksto IV. pozvao u Rim (oko 1480.) da oslika zidove Sikstinske kapele od kojih su najslavnije kompozicije: Krštenje Kristovo i Predaja ključeva. Njegov šegrt Pinturicchio mu je postao partnerom koji je dobivao trećinu od svih prihoda. Većina ovih remek djela visoke renesanse su uništeni kako bi se napravilo mjesta za Michelangelov Posljednji sud, 
Četrdesetogodišnji Perugino se, nakon što je završio zidove Sikstinske kapele 1486., vratio u Firencu gdje je sljedeće godine optužen za pokušaj ubojstva, a izvukao se s presudom za napad i manjom novčanom kaznom. Od 1486. do 1499. god. Perugino je radio u Firenci s povremenim putovanjima u Rim, gdje je držao drugi studio. Vasari navodi kako je Perugino bio slab vjernik i otvoreno je sumnjao u besmrtnost duše.
God. 1499. do 1500. oslikao je dvoranu za prijeme (sala dell'udienza) novčarskog ceha (cambio) u Perugi. Na svodu te dvorane osmislio je sedam planeta i horoskopske znakove koje su većinom izveli njegovi učenici, a na zidovima dvije svete teme: Rođenje Kristovo, Uznesenje, ali i personifikacije Pravde, Razboritosti, Umjerenosti i Hrabrosti, te brojne likove stvarnih veličina (proroci, sibile, mislioci, i dr.). Na srednjem pilastru, Perugino je smjestio svoj portret u obliku biste. Ova slika je vjerojatno jako utjecala na mladog Rafaela koji je (oko 1496.) bio njegov štićenik i možda je čak imao svoje prste na toj slici. 
Perugino je proglašen jednim od prvaka Perugiae 1501. god. Ubrzo je naslikao „Bogorodicu sa svecima“ za crkvu u Paviji koja je danas razbijena u dijelove od kojih su neki nestali, a drugi su raštrkani po svijetu (Bog s kerubinima je u Paviji, Navještenje je nestalo, a Bogorodica s djetetom je u Nacionalnoj galeriji u Londonu). Uslijedilo je Uznesenje u kapeli dei Rabatta crkve Servi u Firenci 1505. god. Sliku su većinom odradili njegovi učenici, i to jako loše Perugino je izgubio svoje učenike i naposljetku je 1506. napustio Firencu, otišao u Perugu, te na kraju u Rim. 
Papa Julije II. ga je zaposlio da oslikava Rafaelove sobe u Vatikanu, no naposljetku je više volio njegovog učenika Rafaela, koji mu je postao najvećim konkurentom. Perugino se vratio u Perugiu 1512. god. i do 1517. god. nastavio je slikati rutinska djela za crkvu San Agostino u Perugi (također nestala). 
Peruginove posljednje freske je naslikao za crkvu Madonna delle Lacrime u Trevi (potpisano i datirano u 1521.), samostan Sant'Agnese i crkvu Castello di Fortignano u Perugi (1522.). Perugino se našao u Fontignanou 1524. god., gdje je preminuo od kuge. Skupa s ostalim žrtvama kuge, njegovo tijelo je spaljeno na nepoznatom otvorenom polju. Perugino je umro razmjerno bogat ostavivši svoje bogatstvo trojci sinova. 
Najpoznatiji njegov učenik je svakako Rafael, ali i Giovanni di Pietro (lo Spagna).

## Djela
God. 1495. Perugino je potpisao Skidanje s križa za firentinski konvikt Santa Chiara (palača Pitti). Do1496. naslikao je Raspelo za crkvu Marije Magdalene od Mira u Firenci. Brojna djela mu se pripisuju, a jedno od boljih je poliptih Uznesenje Kristovo iz 1496/98. za crkvu Sv. Petra u Perugi (Gradski muzej Lyon); dok su ostaci tog istog oltara nestali.
U kapeli Disciplinati u gradu Pieve nalazi se Poklonstvo mudraca s tridesetak figura prirodnih veličina koje je Perugino naslikao od 1. do 25. ožujka 1505. god., i vjerojatno je velikim djelom djelo njegovih učenika. 
U godinama kada se sumnjalo u njegovu vještinu, on je naslikao jedno od najboljih svojih djela – „Bogorodica između sv. Jeronima i sv. Franje“ (1507.), danas u palači Penna u Firenci. 

### Popis najvažnijih djela
- Sveti Sebastijan (oko 1490. – 1500.) — drvo, 176 × 116 cm, Louvre, Pariz
- Sveti Sebastijan (poslije 1490.) — ulje na drvu, 110 × 62 cm, Galerija Borghese, Rim
- Prikazanje Gospe svetom Bernardu (oko 1490. – 1494.) — ulje na drvu, 173 × 170 cm, Alte Pinakothek, München
- Sveti Sebastijan (1493. – 1494.) — ulje i tempera na drvu, 53.8 × 39.5 cm, Ermitaž, Sankt-Peterburg
- Vjenčanje Bogorodice (1500. – 1504.) — ulje na drvu, 234 × 185, Muzej umjetnosti, Caen
- Sveti Sebastijan vezan za stup (oko 1500. – 1510.) — ulje na drvu, 181 × 115 cm, Muzej umjetnosti, São Paulo, Brazil
- Predaja ključeva (1481. – 1482.) — freska, 335 × 600 cm, Sikstinska kapela, Vatikan
- Raspelo (1480tih) — naslikano za San Gimignano, danas u Državnoj galeriji u Washingtonu
- Kristovo Rođenje sa svetim Josipom i poklonstvom pastira  (oko 1522.) — freska prebačena na platno, 254 x 594 cm, Viktorijin i Albertov muzej, London